# 12-Stunden-Rennen von Sebring 2013

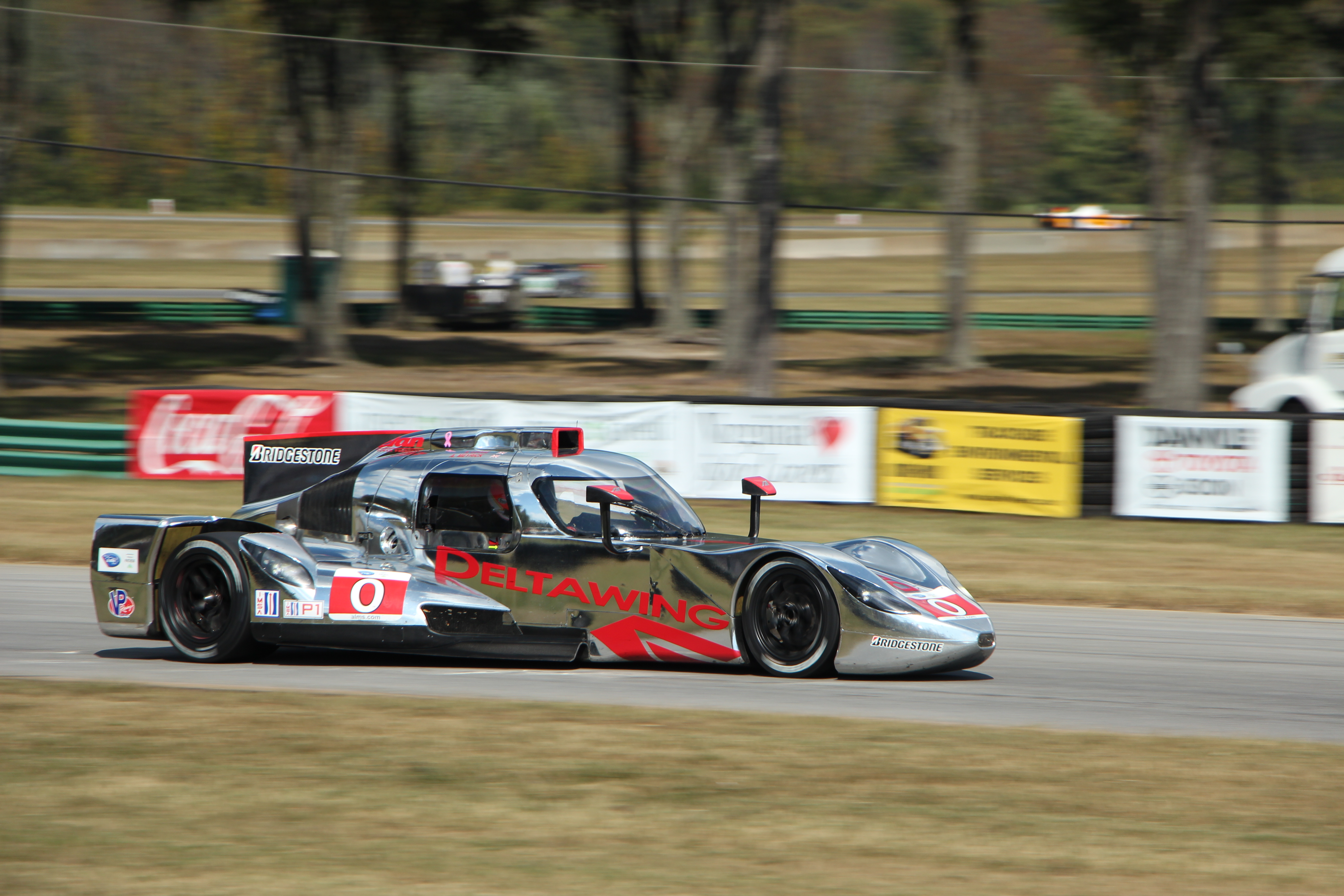
Das DeltaWing Coupé fiel früh im Rennen aus

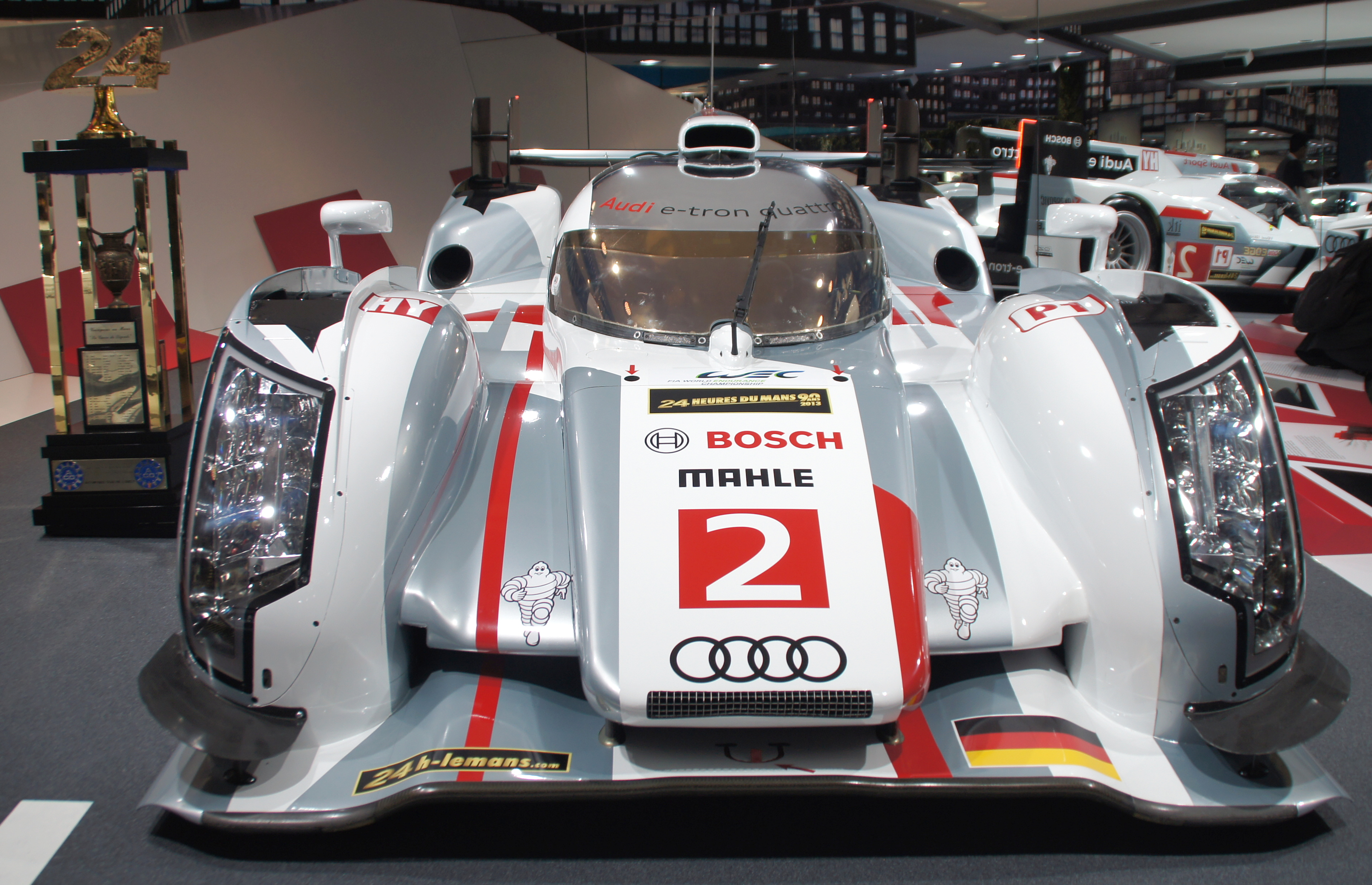
Audi R18 e-tron quattro

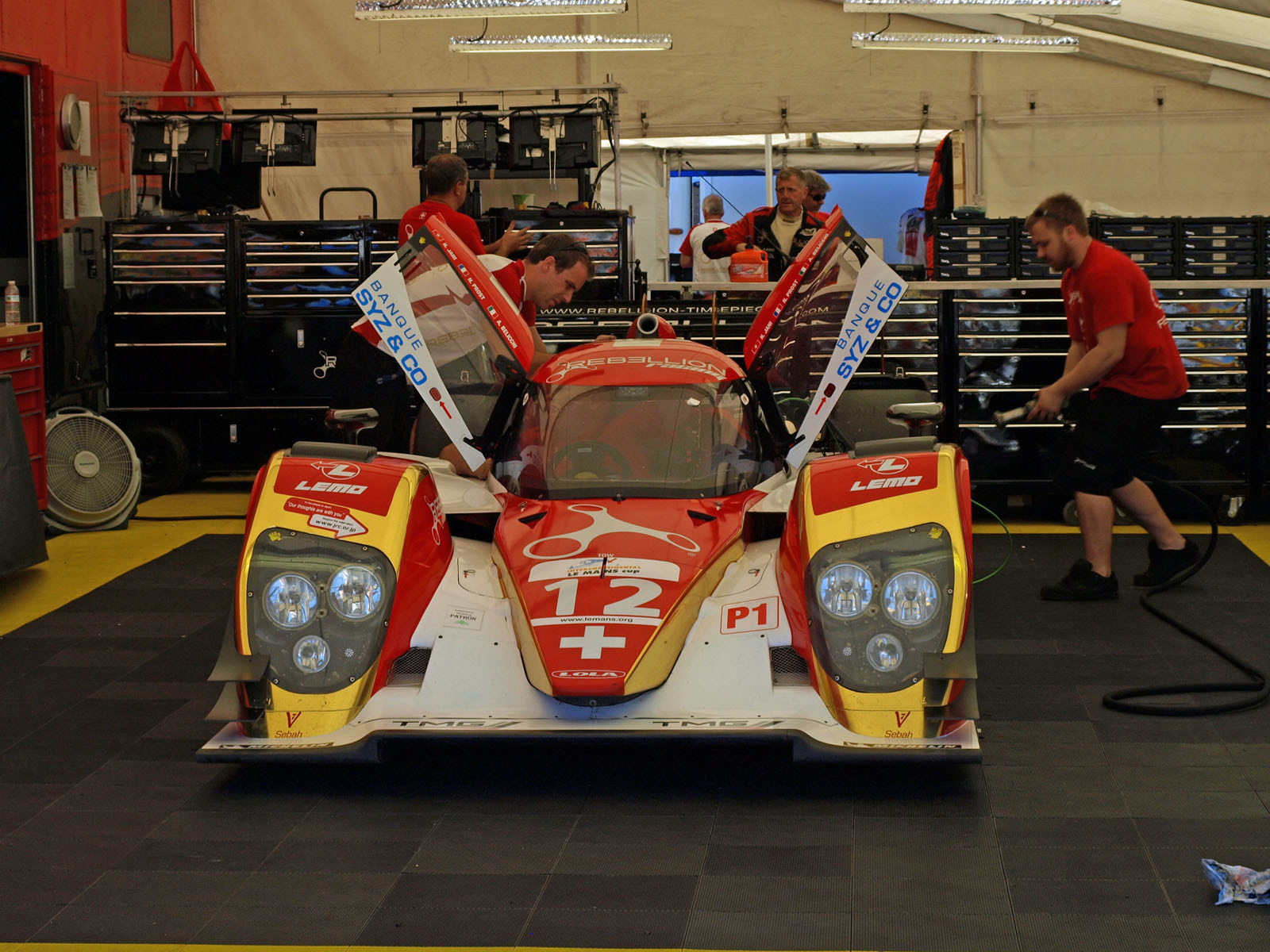
Rebellion-Racing-Lola B12/60

Das 61. 12-Stunden-Rennen von Sebring, auch 61st Mobil 1 Twelve Hours of Sebring presented by Fresh from Florida, Sebring International Raceway, fand am 16. März 2013 auf dem Sebring International Raceway statt und war der erste Wertungslauf der ALMS-Saison 2013.

## Vor dem Rennen
Nach nur einem Jahr als Wertungslauf der FIA-Langstrecken-Weltmeisterschaft verlor Sebring 2013 wieder den Status eines Weltmeisterschaftslaufs. Daher zählte das Rennen 2013 nur zur American Le Mans Series. In diesem Jahr waren auch zum bislang letzten Mal LMP1-Fahrzeuge in Sebring am Start.

## Das Rennen
Obwohl keine Weltmeisterschaftspunkte vergeben wurden, war Audi ein letztes Mal mit dem Audi R18 e-tron quattro gemeldet. Die beiden Rennwagen wurden von den Fahrertrios Benoît Tréluyer/Marcel Fässler/Oliver Jarvis und Tom Kristensen/Allan McNish/Lucas di Grassi pilotiert. Im Wagen mit der Nummer 1 ersetzte Jarvis den unabkömmlichen André Lotterer. Bei der Nummer 2 kam di Grassi für den zurückgetretenen Rinaldo Capello dauerhaft ins Team. Zwei weitere LMP1-Wagen kamen von Rebellion Racing aus der Schweiz. Die beiden von einem Toyota-3,4-Liter-V8-Motor angetriebenen Lola B12/60 wurden von Nick Heidfeld, Nicolas Prost, Neel Jani, Andrea Belicchi, Mathias Beche und Cheng Congfu gefahren. Dyson Racing meldete einen weiteren Lola B12/60, der im Unterschied zu den Rebellion-Wagen einen 2-Liter-4-Zylinder-Reihenmotor von Mazda hatte, der mit Biobutanol betrieben wurde.
Interessantestes Fahrzeug dieser Le-Mans-Prototypen-Klasse war der DeltaWing. Der DeltaWing wurde entwickelt, um die Aerodynamik eines Fahrzeuges erheblich zu optimieren und damit die Geschwindigkeit auf den Geraden und in den Kurven zu verbessern. Wie der Name andeutete, hatte er eine Deltaflügel-Form, mit einer ungewöhnlich engen Spur vorne (0,60 m) und einer eher traditionellen Spur hinten (1,70 m). An dem Fahrzeug fehlten jegliche vordere oder hintere Flügel, der Abtrieb wurde aus dem Unterboden erzeugt. Angetrieben wurde er von einem Vierzylinder-Turbomotor mit Direkteinspritzung (1600 cm³, 300 PS) des japanischen Herstellers Nissan. Der Motor lieferte ein konstantes Drehmoment von 310 Nm bei 4000 bis 6750 Umdrehungen pro Minute. Das Gaspedal wurde per Drive-by-Wire angesteuert.
Im Rennen waren die beiden Audis ohne Gegner, allerdings war der Zieleinlauf knapp. Nur 7,6 Sekunden trennten die siegreiche Nummer 1 vom Schwesterauto. In der Frühphase erhielt Allan McNish nach einer Kollision mit einem LMPC-Wagen eine 60-Sekunden-Stop-and-Go-Strafe, die letztlich rennentscheidend war. Das Fahrer-Trio konnte den Rückstand bis zum Schluss zwar fast wieder wettmachen, zum Sieg reichte es aber nicht. Mit sechs Runden Rückstand wurde der problemlos laufende Rebellion-Toyota von Heidfeld, Prost und Jani Gesamtdritter.

## Ergebnisse

### Schlussklassement
| 1           | LMP1 | 1   | Audi Sport Team Joest           | Benoît Tréluyer Marcel Fässler Oliver Jarvis           | Audi R18 e-tron quattro   | 364 |
| 2           | LMP1 | 2   | Audi Sport Team Joest           | Tom Kristensen Allan McNish Lucas di Grassi            | Audi R18 e-tron quattro   | 364 |
| 3           | LMP1 | 12  | Rebellion Racing                | Nick Heidfeld Nicolas Prost Neel Jani                  | Lola B12/60               | 359 |
| 4           | LMP1 | 6   | Muscle Milk Pickett Racing      | Klaus Graf Lucas Luhr Romain Dumas                     | HPD ARX-03c               | 358 |
| 5           | LMP1 | 13  | Rebellion Racing                | Andrea Belicchi Mathias Beche Cheng Congfu             | Lola B12/60               | 354 |
| 6           | LMP2 | 551 | Level 5 Motorsports             | Scott Tucker Marino Franchitti Ryan Briscoe            | HPD ARX-03b               | 346 |
| 7           | LMP2 | 552 | Level 5 Motorsports             | Ryan Hunter-Reay Scott Tucker Simon Pagenaud           | HPD ARX-03b               | 345 |
| 8           | LMP2 | 41  | Greaves Motorsport              | Tom Kimber-Smith Christian Zugel Éric Lux              | Zytek Z11SN               | 342 |
| 9           | LMPC | 52  | PR1 Mathiasen Motorsports       | David Ostella David Cheng Mike Guasch                  | Oreca FLM09               | 336 |
| 10          | LMPC | 8   | BAR1 Motorsports                | Kyle Marcelli Chris Cumming Stefan Johansson           | Oreca FLM09               | 336 |
| 11          | LMPC | 500 | Performance Tech Motorsports    | Tristian Nunez Charlie Shears David Heinemeier Hansson | Oreca FLM09               | 335 |
| 12          | LMPC | 9   | RSR Racing                      | Bruno Junqueira Alex Popow Duncan Ende                 | Oreca FLM09               | 335 |
| 13          | LMP2 | 02  | Extreme Speed Motorsports       | Anthony Lazzaro Ed Brown Johannes van Overbeek         | HPD ARX-03b               | 335 |
| 14          | LMPC | 05  | Core Autosport                  | Jon Bennett Colin Braun Mark Wilkins                   | Oreca FLM09               | 334 |
| 15          | GT   | 4   | Corvette Racing                 | Oliver Gavin Tommy Milner Richard Westbrook            | Chevrolet Corvette C6 ZR1 | 333 |
| 16          | GT   | 62  | Risi Competizione               | Gianmaria Bruni Olivier Beretta Matteo Malucelli       | Ferrari 458 Italia        | 333 |
| 17          | GT   | 17  | Team Falken Tire                | Wolf Henzler Bryan Sellers Nick Tandy                  | Porsche 997 GT3 RSR       | 332 |
| 18          | GT   | 55  | BMW Team RLL                    | Bill Auberlen Maxime Martin Jörg Müller                | BMW Z4 GTE                | 330 |
| 19          | GT   | 91  | SRT Motorsports                 | Marc Goossens Ryan Dalziel Dominik Farnbacher          | SRT Viper GTS-R           | 329 |
| 20          | GT   | 48  | Paul Miller Racing              | Marco Holzer Bryce Miller Richard Lietz                | Porsche 997 GT3 RSR       | 329 |
| 21          | LMPC | 7   | BAR1 Motorsports                | Rusty Mitchell Tomy Drissi Chapman Ducote              | Oreca FLM09               | 326 |
| 22          | GT   | 56  | BMW Team RLL                    | Dirk Müller Joey Hand John Edwards                     | BMW Z4 GTE                | 321 |
| 23          | GT   | 97  | Aston Martin Racing             | Darren Turner Stefan Mücke Bruno Senna                 | Aston Martin Vantage V8   | 318 |
| 24          | GTC  | 22  | Alex Job Racing                 | Jeroen Bleekemolen Cooper MacNeil Dion von Moltke      | Porsche 997 GT3 Cup       | 315 |
| 25          | GTC  | 45  | Flying Lizard Motorsports       | Spencer Pumpelly Nelson Canache Brian Wong             | Porsche 997 GT3 Cup       | 315 |
| 26          | GTC  | 30  | NGT Motorsports                 | Sean Edwards Henrique Cisneros Marco Seefried          | Porsche 997 GT3 Cup       | 314 |
| 27          | GTC  | 11  | JDX Racing                      | Jan Heylen Jon Fogarty Mike Hedlund                    | Porsche 997 GT3 Cup       | 314 |
| 28          | GTC  | 27  | Dempsey Del Piero Racing        | Andy Lally Patrick Dempsey Joe Foster                  | Porsche 997 GT3 Cup       | 311 |
| 29          | GTC  | 10  | Dempsey Del Piero Racing        | Andrew Davis Bob Faieta Michael Avenatti               | Porsche 997 GT3 Cup       | 311 |
| 30          | GTC  | 99  | Competition Motorsports         | Lawson Aschenbach David Calvert-Jones Eric Curran      | Porsche 997 GT3 Cup       | 309 |
| 31          | GTC  | 44  | Flying Lizard Motorsports       | Pierre Ehret Alexandre Imperatori Brett Sandberg       | Porsche 997 GT3 Cup       | 309 |
| 32          | GT   | 007 | Aston Martin Racing             | Pedro Lamy Paul Dalla Lana Billy Johnson               | Aston Martin Vantage V8   | 307 |
| 33          | GT   | 93  | SRT Motorsports                 | Tommy Kendall Jonathan Bomarito Kuno Wittmer           | SRT Viper GTS-R           | 303 |
| 34          | GTC  | 31  | NGT Motorsport                  | Kuba Giermaziak Carlos Gomez Mario Farnbacher          | Porsche 997 GT3 Cup       | 301 |
| 35          | LMPC | 81  | DragonSpeed Mishumotors         | Pierre Kaffer Mirco Schultis Patrick Simon             | Oreca FLM09               | 286 |
| 36          | LMP2 | 01  | Extreme Speed Motorsports       | David Brabham Scott Sharp Guy Cosmo                    | HPD ARX-03b               | 281 |
| 37          | GTC  | 86  | TRG                             | Al Carter Kévin Estre Carlos DeQuesada                 | Porsche 997 GT3 Cup       | 269 |
| Ausgefallen |      |     |                                 |                                                        |                           |     |
| 38          | GTC  | 66  | TRG                             | Ben Keating Damien Faulkner Craig Stanton              | Porsche 997 GT3 Cup       | 313 |
| 39          | GT   | 3   | Corvette Racing                 | Antonio García Jan Magnussen Jordan Taylor             | Chevrolet Corvette C6 ZR1 | 213 |
| 40          | GT   | 23  | Team West AJR Boardwalk Ferrari | Leh Keen Bill Sweedler Townsend Bell                   | Ferrari 458 Italia        | 209 |
| 41          | LMP1 | 16  | Dyson Racing Team Inc.          | Chris Dyson Guy Smith Butch Leitzinger                 | Lola B12/60               | 81  |
| 42          | LMP1 | 0   | DeltaWing Racing Cars           | Andrew Meyrick Olivier Pla                             | DeltaWing LM12            | 10  |

### Nur in der Meldeliste
Zu diesem Rennen sind keine weiteren Meldungen bekannt.

### Klassensieger
| Klasse | Fahrer             | Fahrer            | Fahrer            | Fahrzeug                  | Platzierung im Gesamtklassement |
| ------ | ------------------ | ----------------- | ----------------- | ------------------------- | ------------------------------- |
| LMP1   | Benoît Tréluyer    | Marcel Fässler    | Oliver Jarvis     | Audi R18 e-tron quattro   | Gesamtsieg                      |
| LMP2   | Scott Tucker       | Marino Franchitti | Ryan Briscoe      | HPD ARX-03b               | Rang 6                          |
| LMPC   | David Ostella      | David Cheng       | Mike Guasch       | Oreca FLM09               | Rang 9                          |
| GT     | Oliver Gavin       | Tommy Milner      | Richard Westbrook | Chevrolet Corvette C6 ZR1 | Rang 15                         |
| GTC    | Jeroen Bleekemolen | Cooper MacNeil    | Dion von Moltke   | Porsche 997 GT3 Cup       | Rang 24                         |

### Renndaten
- Gemeldet: 42
- Gestartet: 42
- Gewertet: 37
- Rennklassen: 5
- Zuschauer: unbekannt
- Wetter am Renntag: unbekannt
- Streckenlänge: 6,019 km
- Fahrzeit des Siegerteams: 12:00:11,638 Stunden
- Gesamtrunden des Siegerteams: 364
- Gesamtdistanz des Siegerteams: 2190,896 km
- Siegerschnitt: 182,525 km/h
- Pole Position: Marcel Fässler – Audi R18 e-tron quattro (#1) – 1:43,886 – 208,577 km/h
- Schnellste Rennrunde: Tom Kristensen – Audi R18 e-tron quattro (#2) – 1:44,870
- Rennserie: 1. Lauf zur ALMS-Saison 2013